# We're Here Because We're Here
We're Here Because We're Here is het achtste studioalbum van de Britse rockband Anathema. Het album werd op 31 mei 2010 uitgebracht en telt tien nummers.

## Beschrijving
De titel We're Here Because We're Here is een verwijzing naar een lied dat werd gezongen in de loopgraven van de geallieerden op het nummer "Auld Lang Syne".
Er waren eerder diverse nummers uitgebracht via hun website en een releasedatum was verschillende keren uitgesteld, wat zorgde voor enige verwarring onder de fans. Het album zou eerst Horizons gaan heten maar werd op het laatste moment gewijzigd. Lee Douglas kwam bij de band als vaste zangeres. Hiervoor had ze voornamelijk als gastvocalist opgetreden. Het album is gemixt en geproduceerd door Steven Wilson van Porcupine Tree.
Het album bevat de singles "Dreaming Light" en "Everything" die respectievelijk in 2011 en 2012 werden uitgebracht.
We're Here... bereikte de zesde plek in de Griekse hitlijsten. In Nederland kwam het album op de 52e plek in de Album Top 100.
Het album werd positief ontvangen en ontving de "Prog Album van het Jaar"-prijs van Classic Rock Magazine.
We're Here... kwam ook uit als speciale editie in dvd-formaat met 5.1 surround sound.

## Nummers
Het album bevat de volgende nummers:
| 1.                 | Thin Air             | 5:59 |
| 2.                 | Summernight Horizon  | 4:12 |
| 3.                 | Dreaming Light       | 5:47 |
| 4.                 | Everything           | 5:05 |
| 5.                 | Angels Walk Among Us | 5:17 |
| 6.                 | Presence             | 2:58 |
| 7.                 | A Simple Mistake     | 8:14 |
| 8.                 | Get Off Get Out      | 5:01 |
| 9.                 | Universal            | 7:19 |
| 10.                | Hindsight            | 8:10 |
| Totale duur: 58:10 |                      |      |

In 2011 werd het album voor de Amerikaanse markt uitgebracht met vijf bonusnummers; een drietal demo's en twee orkestrale versies.

## Medewerkers
- Vincent Cavanagh – zang, gitaren
- Daniel Cavanagh – zang, gitaren, keyboards, piano
- John Douglas – drums, gitaren, keyboards
- Lee Douglas – zang
- Jamie Cavanagh – basgitaar
- Les Smith - keyboards
- Steven Wilson – mixage